# 里彭 (加利福尼亚州)
里彭（英語：Ripon），是美国加利福尼亚州圣华金县下属的一座城市。建市于1945年11月27日，面积大约为5.3平方英里（13.7平方公里）。根据2010年美国人口普查，该市有人口14,297人。